# A Caverna Encantada
A Caverna Encantada (título en español: La Cueva Encantada) es una telenovela brasileña producida y transmitida por SBT en asociación con Disney+ que se estrenó el 29 de julio de 2024. La telenovela está basada en los libros La princesita y El jardín secreto, escritos por Frances Hodgson Burnett. Desarrollada por Íris Abravanel, A Caverna Encantada fue dirigida por Rica Mantoanelli y está protagonizada por Mel Summers, Isabela Souza, Miguel Coelho, Juju Penido, Gabriel Avellar, Theo Radicchi, Wallentina Bomfim y Clarice Niskier.

## Elenco
| Actor/Actriz       | Personaje                     |
| ------------------ | ----------------------------- |
| Mel Summers        | Anna Salvatore                |
| Isabela Souza      | Pilar                         |
| Miguel Coelho      | Gabriel                       |
| Juju Penido        | Lavínia Elizabeth Albuquerque |
| Gabriel Avellar    | Felipe Ribeiro (Pê de Peste)  |
| Theo Radicchi      | Rui                           |
| Wallentina Bomfim  | Manuela Bellini (Manu)        |
| Clarice Niskier    | Diretora Norma Alencar        |
| Pamella Machado    | Elisa                         |
| Rosi Campos        | Shirley Ramos                 |
| Magali Biff        | Wanda Ramos                   |
| Phil Miler         | Goma Berh                     |
| Luíza Tomé         | Dalete Alves                  |
| Andrey Lopes       | César                         |
| Thay Bergamim      | Betina                        |
| Giulia Nassa       | Cristina                      |
| Bernardo Schroeder | Lucas                         |
| Sofia Fornazari    | Flora                         |
| Manu Bistene       | Isadora Ramos                 |
| Milena Ramos       | Maria Eduarda                 |
| Juju Teófilo       | Nina                          |
| Mari Yumi          | Jane Martins                  |
| Diego Laumar       | Moisés Alves                  |
| Lucca Almeida      | Pedro Cabral                  |
| Bernardo Prado     | Benjamin Cabral               |
| Arthur Kohl        | Juscelino                     |
| Ariane Souza       | Fátima                        |
| Henrique Sganzerla | Thomas                        |
| Victor Lima        | Rubens (Binho)                |
| Gui Tavares        | André Ávelar                  |
| Théo Werneck       | Tonico                        |

### Marionetas
| Actor/Actriz   | Personaje                       |
| -------------- | ------------------------------- |
| Fernando Gomes | Moleza, la mochila del perezoso |
| Neusa de Souza | Safira, la serpiente            |
| André Milano   | Dôdo, el murciélago             |

### Participaciones especiales
| Actor/Actriz    | Personaje                   |
| --------------- | --------------------------- |
| Elam Lima       | Paulo Salvatore (Dr. Paulo) |
| André Ramiro    | Matheus                     |
| Débora Duarte   | Dona Clélia                 |
| Tuna Dwek       | Patrícia Mascarenhas        |
| Arthur Kohl     | Professor Juscelino         |
| Polly Marinho   | Sossô Perigosa              |
| Lis Luciddi     | Telma Gaspar                |
| Ana Castela     | Ana Flávia Alves            |
| Moacyr Franco   | Laércio                     |
| Thaís Pacholek  | Talita                      |
| Belutti         | Beto                        |
| Fausto Carvalho | Jorginho                    |
| Ivan Cápua      | Marqués de Isconhecido      |
| Nilton Bicudo   | Chicleto de Souza Grudento  |
| Márcia Dantas   | Ella misma                  |
| Gaby Cabrini    | Ella misma                  |

## Audiencia
| Temporada | Episodios | Primera emisión         | Primera emisión              | Última emisión          | Última emisión               | Prom. de espectadores (Puntos de rating) |
| Temporada | Episodios | Fecha                   | Audiencia (Puntos de rating) | Fecha                   | Audiencia (Puntos de rating) | Prom. de espectadores (Puntos de rating) |
| --------- | --------- | ----------------------- | ---------------------------- | ----------------------- | ---------------------------- | ---------------------------------------- |
| 1         | 80        | 29 de julio de 2024     | 4,2                          | 15 de noviembre de 2024 | 3,1                          | 4,0                                      |
| 2         | 77        | 18 de noviembre de 2024 | 3,8                          | 5 de marzo de 2025      | 3,5                          | 3,4                                      |
| 3         | —         | 6 de marzo de 2025      | 3,8                          | 2025 (previsión)        | —                            | —                                        |
| 4         | —         | —                       | —                            | —                       | —                            | —                                        |